# 인천시 을
인천시 을은 대한민국의 옛 국회의원 선거구이다. 당시 경기도 인천시의 일부 지역을 관할했다.

## 역사
제2대 국회의원 선거를 앞두고 인천시 지역 선거구가 개편되면서 신설되었다.
제6대 국회의원 선거를 앞두고 인천시 병 선거구가 폐지되면서 해당 선거구 중 일부 지역을 편입했다.
1968년 1월, 인천시에 구제가 실시되었다. 이에 인천시 을에 해당하는 지역에 남구와 북구가 설치되었다. 이로 인해 제8대 국회의원 선거를 앞두고 인천시 남구, 인천시 북구 선거구가 설치되면서 폐지되었다.

## 역대 국회의원
| 선거   | 정당 | 정당   | 의원   |
| ------ | ---- | ------ | ------ |
| 1950년 |      | 무소속 | 곽상훈 |
| 1954년 |      | 무소속 | 곽상훈 |
| 1958년 |      | 민주당 | 곽상훈 |
| 1960년 |      | 민주당 | 곽상훈 |
| 1963년 |      | 민정당 | 김은하 |
| 1967년 |      | 신민당 | 김은하 |

## 역대 선거 결과

### 대한민국 제2대 국회의원 선거
|  | 31.88% |

|  | 25.19% |

|  | 15.09% |

|  | 12.15% |

|  | 9.62% |

|  | 3.40% |

|  | 2.64% |

### 대한민국 제3대 국회의원 선거
|  | 61.39% |

|  | 33.70% |

|  | 4.89% |

|  | 0% |

### 대한민국 제4대 국회의원 선거
|  | 74.32% |

|  | 25.67% |

### 대한민국 제5대 국회의원 선거
|  | 85.35% |

|  | 9.99% |

|  | 4.65% |

### 대한민국 제6대 국회의원 선거
|  | 37.30% |

|  | 28.22% |

|  | 25.99% |

|  | 3.19% |

|  | 3.09% |

|  | 2.19% |

### 대한민국 제7대 국회의원 선거
|  | 45.85% |

|  | 45.46% |

|  | 6.15% |

|  | 1.37% |

|  | 1.15% |